# Cancionero de Turin
Le Cancionero de Turin (en espagnol Cancionero de Turín ) est un manuscrit musical qui contient des œuvres polyphoniques espagnoles de nature profane, datant des XVIe et XVIIe siècles ; ce sont donc des œuvres de transition entre la Renaissance et le baroque. 

## Le manuscrit
Le manuscrit est nommé ainsi car il est conservé dans la ville de Turin, plus précisément dans la Bibliothèque nationale universitaire au no. R.1-14. 
La section de l'index liste 47 pièces, mais l'une d'elles est dupliquée.Le manuscrit inclut trois autres pièces qui ne sont pas listées dans l'index, deux d'entre elles étant aussi dupliquées. D'un autre côté, les pièces listées aux numéros 36 et 37, Salte y baile et Mi voluntad no me dexa sont en fait des parties d'un travail unique intitulé Por dinero baila el perro. Néanmoins, le cancionero contient 46 travaux individuels. L'un d'entre eux est à quatre voix, 35 sont à trois voix et les 10 qui restent sont à deux voix. Les formes musicales employées sont le  villancico, la chanson et la romance.
Toutes les pièces sont anonymes, mais l'une d'elles, Sobre moradas violetas, attribuée au guitariste et compositeur sévillan Juan Palomares, sur un texte de Catalina Zamudio, se trouve également dans le Cancionero de la Sablonara.
Plusieurs textes sont extraits du romancero ou écrits par des auteurs connus comme Lope de Vega, Catalina Zamudio, etc.

## Discographie
- 1982/1990 - [PMA] Música en la obra de Cervantes. Pro Música Antiqua de Madrid. Miguel Ángel Tallante. MEC 1028 CD
- 2002 - [CLA] Canciones de amor y de guerra. Clarincanto. Pneuma
- 2005 - [FIC] Cancionero de Turín. Musica Ficta.Raúl Mallavibarrena. Enchiriadis EN 2013.